# Elio Bavutti
Elio Bavutti (5 de maio de 1914 — 9 de fevereiro de 1987) foi um ciclista italiano que participou em dois eventos nas Olimpíadas de Berlim 1936 competindo pela Itália e, logo no ano seguinte, tornou-se um ciclista profissional.